# Бранко Микулић
Бранко Микулић (Подграђе, код Горњег Вакуфа, 10. јун 1928 — Сарајево, 12. април 1994) био је економиста, учесник Народноослободилачке борбе и друштвено-политички радник СФР Југославије и СР Босне и Херцеговине.

## Биографија
Породица Бранка Микулић потиче из села Кочево, код Широког Бријега, одакле се Видан Микулић, Бранков деда, преселио се у Подграђе, код Горњег Вакуфа. Овде је основао породицу са Бебом Шендучић, са којом је добио двојицу синова Јуру и Мату. Бранков отац Јуре Микулић (1895—1965) завршио је средњу шумарску школу и радио као управитељ мале пилане у оближњем селу Трновача. Након Првог светског рата, Јуре је због умешаности у рад групе активних комуниста, био хапшен од током 1920, након чега се прикључио Хрватској републиканској сељачкој странци (ХРСС). За време рата је био активни члан Народноослободилачког покрета (НОП) и већник ЗАВНОБиХ и АВНОЈ. У браку са Маром Миличевић, добио је 1926. ћерку Славку, а 1928. сина Бранка.
Године 1945, са свега петнаест година, Бранко се укључио у Народноослободилачку борбу (НОБ). Члан Савеза комунистичке омладине Југославије (СКОЈ) постао је 1944, а у Комунистичку партију Југославије (КПЈ) примљен је 1945. године. На првом конгресу Уједињеног савеза антифашистичке омладине БиХ (УСАОБиХ) у лето 1945. изабран је за члана Земаљског одбора. Убрзо је именован за секретара Среског комитета СКОЈ у Горњем Вакуфу и Бугојну, а након тога и за председника Среског одбора УСАОЈ у Бугојну.
После завршене ниже гимназије у Бугојну, даље школивање је 1948. наставио у Сарајеву, где је похађао Војно-политичку школу. Наредне 1949. ступио је у брак сa Рајком Ивицом (1928—2005), такође политичком радницом и активном учесницом партизанског покрета, са којом је добио ћерку Планинку (1951—2000) и сина Родољуба (1956—2006). Породица Микулић се 1957. преселила у Ливно, где је Бранко до 1958. био секретар Среског комитета Савеза комуниста. Затим су од 1958. до 1961. боравили у Загребу, где је похађао Високу привредну школу, након чега је именован за секретара Среског комитета у Зеници. Јула 1963. преселили су се у Сарајево, где је преузео дужност председника Скупштине среза Сарајево. На изборима марта 1958. изабран је за народног посланика у Републичком већу Народне скупштине НР Босне и Херцеговине, а биран је и за члана Главног одбора Социјалистичког савеза радног народа Босне и Херцеговине (ССРН БиХ).
Микулић је припадао новој генерацији босанскохерцеговачких политичара, која је ступила на политичку сцену средином 1960-их, а неки од њих били су — Хамдија Поздерац, Тодо Куртовић, Хасан Грабчановић и др. Маја 1967. изабран је за председника Извршног већа Скупштине СР Босне и Херцеговине (републички премијер) и ову функцију обављао је до априла 1969. године. Као републички премијер борио се да СР Босне и Херцеговина постигне ниво економске равноправности са другим југословенским републикама, а окосницу његовог развојног програма чинила је парола: „Хиљаду школа, хиљаду библиотека, асфалт у свако село..” За члана Централног комитета Савеза комуниста Босне и Херцеговине први пут је биран на Четвртом конгресу, марта 1965, када је изабран и за члана Извршног комитета ЦК СК БиХ. Након Петог конгреса, изабран је 9. априла 1969. за председника Централног комитета ЦК СК БиХ, а на ову функцију биран је и након Шестог конгреса, марта 1974. године. На Десетом конгресу СКЈ маја 1978. изабран је за члана Председништва ЦК СКЈ, а у октобру исте године био је први председавајући овог Председништва, са једногодишњим мандатом. За члана Председништва ЦК СКЈ биран је поново на Једанаестом конгресу СКЈ, маја 1982. године.
Истовремено, априла 1982. изабран је за члана Председништва СР Босне и Херцеговине, где је у једногодишњем мандату од априла 1982. до априла 1983. био његов председник. Његова заслуга била је избор Сарајева за домаћина 14. зимских олимпијских игара, иако оно није имало спортску инфраструктуру нити традиције у зимским спортовима, посебно у поређењу са СР Словенијом. Олимпијада у Сарајеву која је постигла велики успех, довела је до велике урбанизације града. За члана Председништва СФРЈ из Босне и Херцеговине изабран је маја 1984, али је маја 1986. прешао на дужност председника Савезног извршног већа (савезни премијер). У тренутку када се Југославија налазила у тешкој економској ситуацији, Микулић је у савезној влади окупио младе људе из предузећа и образовних институција, са циљем економске стабилизације земље. Најавио је амбициозан план за смањење инфлацијске стопе за 90 посто, али је након две године 30. децембра 1988. поднео оставку на функцију, због неизгласавања савезног буџета у Скупштини СФРЈ. Био је то својеврсан притисак на њега, због наводне умешаности у аферу „Агрокомерц”, која је имала за циљ дестабилизацију дела политичког руководства СР Босне и Херцеговине. На дужности је остао до 14. марта 1989. када је изабрано ново Савезно извршно веће, на челу са Антом Марковићем.
Умро је 12. априла 1994. у Сарајеву, где је и сахрањен на католичком гробљу „Свети Јосип”.
Одликован је са више југословенских одликовања, међу којима су — Орден заслуга за народ са златном звездом, Орден братства и јединства другог реда, Орден заслуга за народ трећег реда, Орден за храброст и др. Добитник је Награде ЗАВНОБиХ-а (1975), Шестоаприлске награде града Сарајева (1980), као и Олимпијског ордена, који му је 1984. доделио Међународни олимпијски комитет.

## Галерија
- Микулић са председником Титом, 1969.
- Микулић са председником Титом, 1969.
- Микулић са холандском краљицом Беатрикс, 1988.
- Микулић 1988.